# Favria
Favria est une commune de la ville métropolitaine de Turin dans le Piémont en Italie.

## Administration
| Période                                  | Période  | Identité                 | Étiquette | Qualité |
| ---------------------------------------- | -------- | ------------------------ | --------- | ------- |
| 29 mai 2007                              | En cours | Giorgio Domenico Cortese | civica    |         |
| Les données manquantes sont à compléter. |          |                          |           |         |

### Communes limitrophes
Rivarolo Canavese, Busano, Oglianico, Front

## Patrimoine
- Château de Favria